# Reacuñación

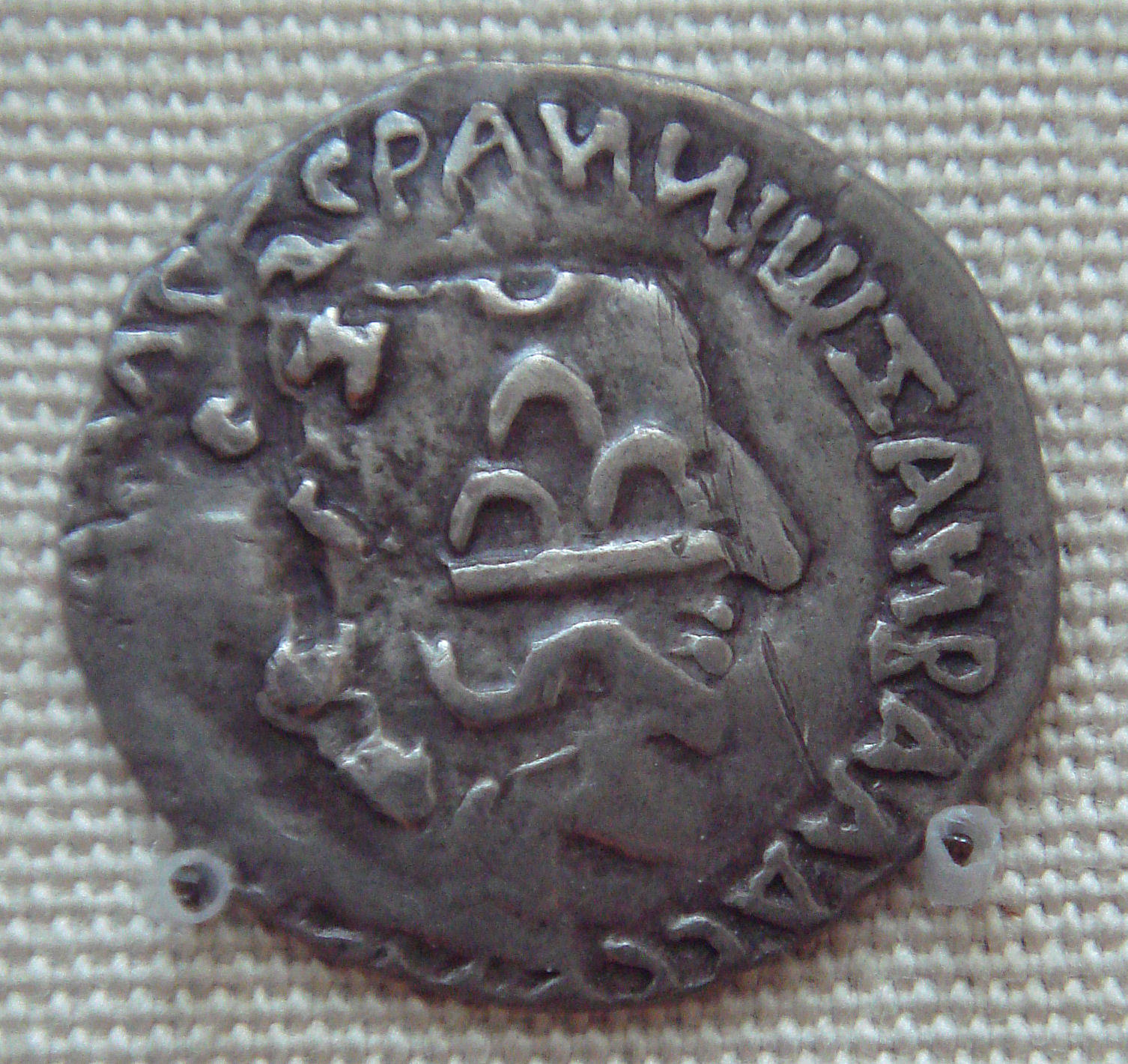
Moneda de Nahapana reacuñada por el rey Gautamiputra Satakarni de los Satavahana. El perfil de Nahapana y la leyenda de la moneda son todavía claramente visibles.

Una reacuñación o sobreacuñación es un término para referirse a la reutilización de una moneda ya existente para acuñar otra moneda con un nuevo diseño, en lugar de usar un cospel de acuñación especialmente preparado.
Esta práctica ya está obsoleta y generalmente se daba por varios propósitos. La reacuñación se realizaba a veces por razones técnicas cuando un primer golpe de acuñación no era satisfactorio, o accidentalmente si la pieza en bruto se deslizaba algo fuera de lugar al golpearla o si los troqueles temblaban, lo que resultaba en una ligera duplicación del diseño. También en casos de emergencia, para sacar emisiones más rápidamente. La forma óptima de proceder, es suprimir primero el diseño de la moneda a retocar, antes de la acuñación, para conseguir un mejor resultado. Hay que trabajar con precaución porque pueden surgir grietas.
Sin embargo, a veces las monedas viejas, deterioradas o desgastadas fueron estampadas con nuevos diseños para acuñar una nueva moneda, por gobernantes posteriores o estados extranjeros. Esto ocurrió a menudo en el Imperio romano, pero también en la época moderna.

## Historia
En el mundo antiguo no era infrecuente el uso de la reacuñación, ya que la fabricación de cospeles consumía muchos recursos. De esta forma, una moneda extranjera u obsoleta podía reacuñarse con menos inversión que mediante una nueva acuñación desde cero. La evidencia de sobreacuñación aparece tan tempranamente como aproximadamente el año 500 a. C., cuando las monedas de Egina fueron reacuñadas por la antigua ciudad de Cidonia en Creta. En este caso y en muchos otros, la sobreacuñación, sobre todo, cuando no es perfecta, puede ser una valiosa ayuda para datar las emisiones de las monedas antiguas y su circulación, una época en la que comúnmente no se inscribían fechas en el diseño.
Por ejemplo, debido a la escasez de monedas y lingotes de plata en la Gran Bretaña de finales del siglo XVIII, el Banco de Inglaterra emitió en 1804 "dólares del Banco de Inglaterra" con la imagen y la leyenda del rey Jorge III y valorados en cinco chelines. Fueron producidos por la ceca de Soho (Soho Mint) en sus modernas prensas de acuñación accionadas por vapor mediante el reacuñado de los llamados dólares de plata españoles (reales de a ocho). Otro caso, en Italia, cuando el tálero eritreo fue reacuñado usando las antiguas placas del reino borbónico.